# Khu 3
Khu 3, hoặc Chiến khu 3, là một đơn vị hành chính - quân sự cũ ở vùng đồng bằng sông Hồng Việt Nam, do chính phủ Việt Nam Dân chủ Cộng hòa đặt ra và sử dụng từ cuối năm 1945 đến đầu năm 1948, trên cơ sở tổ chức quản lý hành chính chung cho một số tỉnh - thành phố có vị trí địa lý tiếp giáp nhau để thuận lợi cho việc chỉ đạo, chỉ huy tác chiến và xây dựng lực lượng vũ trang trong thời kỳ đầu Kháng chiến chống Pháp.

## Thành lập
Theo Sắc lệnh của Chủ tịch Hồ Chí Minh ngày 15 tháng 10 năm 1945, toàn quốc được phân chia lại thành 9 chiến khu. Khu 3 thuộc Bắc Bộ gồm 8 tỉnh, thành: Hưng Yên, Hải Dương, Thái Bình, Kiến An, Quảng Yên, Hải Ninh, Hải Phòng. Ông Hoàng Minh Thảo làm Khu trưởng, Lê Quang Hòa là Chính trị ủy viên.
Sau Hiệp định sơ bộ Pháp-Việt 1946, quân Pháp tiến vào miền Bắc. Để tiện chỉ đạo và phát huy khả năng độc lập tác chiến của từng địa phương, từ tháng 10 năm 1946, địa bàn các chiến khu Bắc Bộ được phân chia lại thành 6 chiến khu, trong đó, Hà Nội được tách riêng thành Khu 11. Địa bàn Khu 3 mới là 5 tỉnh Hải Dương, Hưng Yên, Hải Phòng, Kiến An, Thái Bình. Các ông Hoàng Minh Thảo và Lê Quang Hòa đều lưu nhiệm.
Tháng 7 năm 1947, địa bàn các chiến khu từ Quảng Ngãi trở ra được điều chỉnh thành thành những liên khu lâm thời do dự kiến chiến trường có thể bị chia cắt. Khu 2, Khu 3 và Khu 11 được sáp nhập lại thành Liên khu C để thuận tiện cho việc chỉ đạo. Các ông Hoàng Sâm và Lê Hiến Mai được phân công làm Liên khu trưởng và Chính trị ủy viên. Đến ngày 21 tháng 1 năm 1948, Khu 2, Khu 3 và Khu 11 chính thức sáp nhập thành Liên khu 3 gồm 12 tỉnh đồng bằng Bắc Bộ và tỉnh Hòa Bình. Ông Hoàng Sâm lưu nhiệm Liên khu trưởng, ông Lê Quang Hòa được bổ nhiệm làm Chính trị ủy viên.

## Chỉ huy và Lãnh đạo qua các thời kỳ
| Giai đoạn                            | Khu trưởng      | Chính ủy     | Ghi chú |
| ------------------------------------ | --------------- | ------------ | ------- |
| Tháng 10 năm 1945 - Tháng 1 năm 1948 | Hoàng Minh Thảo | Lê Quang Hòa |         |